# Clan Hōjō
Il Clan Hōjō (北条氏?, Hōjō-uji) fu una influente famiglia di reggenti (shikken) dello shogunato di Kamakura. Loro capostipite fu Tokiie, discendente del clan Taira, la cui famiglia prese poi il nome dal villaggio di Hōjō nella provincia di Izu, che verso la fine del periodo Heian era il feudo della famiglia.
Il clan trovò la sua fortuna quando nel 1160 Minamoto no Yoritomo, capo del potente clan Minamoto, fu esiliato a Hirugashima, parte della provincia di Izu, in seguito alla conclusione della ribellione di Heiji; Yoritomo fu accolto dal clan, e nel 1179 sposò Hōjō Masako, figlia del capo clan Hōjō Tokimasa. Il clan scese così in guerra al fianco di Yoritomo nella guerra Genpei, e lo supportò economicamente nel riarmo del clan Minamoto.
Dopo la guerra Yoritomo rimase il dominatore indiscusso del Paese, e venne nominato shōgun; istituì un governo shogunale, il cui consiglio, detto Mandokoro, era inizialmente il consiglio di famiglia del clan Minamoto. La posizione di capo del Mandokoro, o shikken, fu concessa da Yoritomo a suo suocero e alleato Hōjō Tokimasa.
Inizialmente un altro importante organo di governo dello shogunato era il samurai-dokoro, con funzioni di tribunale e consiglio di guerra, la cui presidenza (別当?, bettō) Yoritomo concesse ad un altro suo alleato, Wada Yoshimori; dopo la sconfitta del clan Wada nel 1180 la posizione di bettō fu assunta dallo shikken Yoshitoki, figlio di Tokimasa.
Già a partire dal successore di Yoritomo, Yoriie, lo shikken si dimostrò più potente dello stesso shōgun.
All'inizio il posto di shikken fu occupato dal tokusō, il capo del clan Hōjō; Hōjō Tokiyori separò i ruoli, ed il potere fu condiviso tra i due ruoli, sebbene generalmente il tokusō fosse più influente.
Dunque la famiglia Hôjô continuò a detenere la carica di shikken e di fatto esercitò il potere effettivo in Giappone per circa 130 anni finché Ashikaga Takauji, uno dei generali dello shogunato, finì per schierarsi con l'imperatore Go-Daigo e contro lo shogunato Kamakura, sostenendo Nitta Yoshisada nell'espugnare Kamakura e ponendo così fine allo shogunato e al governo degli Hōjō; durante l'assedio, nel 1333, Hōjō Takatoki, l'ultimo shikken si suicidò con la sua famiglia, mentre la città di Kamakura veniva incendiata.
In seguito una famiglia di samurai, imparentati con loro per via femminile, assunse il loro cognome divenendo un nuovo clan Hōjō (ovvero Go-Hōjō), detti anche Odawara Hōjō.

## Albero genealogico
- Tokiie, discendente da Koretoki, del clan Taira
  - Tokimasa (+ 1215), primo Shikken, ovvero reggente [1203-1205]
  - Yoshitoki, reggente [1205-1224]
  - Yasutoki, reggente [1224-1242]
  - Tokiuji
  - Tsunetoki, reggente [1242-1246]
  - Tokiyori (+ 1262), reggente [1246-1256]
  - Tokimune, reggente [1268-1284]
  - Sadatoki (+ 1311), reggente [1284-1301]
  - Takatoki (+ 1333), ultimo reggente [1311-1333]
  - Munemasa
  - Morotoki, reggente [1301-1311]
- Masako = Minamoto no Yoritomo (1147–1199), capo del clan Minamoto e shogun

## Membri influenti del clan
- Hōjō Masako
- Hōjō Sanetoki
- Hōjō Takatoki